# ريم مجدي
ريم مجدي مصارعة مصرية من مواليد عام 2001، طالبة بالصف الاعدادي وابنة بطل مصر في المصارعة مجدي يوسف الشهير بلقب «مجدي كابوريا» ، وقد فضلت التدرب مع الصبية وأختيار المصارعة النسائيه لاثبات جدارتها وقوتها، وكان لوالدها السبب الأول في أختيارها لتلك الرياضة بسبب مشاهدتها له وهو ينال الجوائز الافريقيه العديده، لكنها وجدت اعتراض بشده من والدها بسبب اختيارها لممارسة لتلك اللعبة الصعبة، إلا أن تصميمها المبالغ فيه دفعه للموافقة، وعمد بعد ذلك على تدريبها.
و بدأت ممارسة المصارعة النسائيه في سن الـحادية عشره من عمرها، بمركز شباب الإسماعيلية، وتلقت التدريب على يد والداها، ولم تقف طموحاتها إلى حد التدريب فقط، ولكنها خاضت غمار المعارك الرياضية، واشتركت في بطولات عدة، وحصلت على 9 بطولات.

## إنجازتها
- حصلت [3] على 3 بطولات جمهورية تحت 14 سنة، و3 بطولات جمهورية تحت 17 سنة، و3 بطولات جمهورية تحت 20 سنة.
- - أحرزت لقب بطولة الجمهورية للناشئين 5 سنوات متتالية.[2]
- - حصدت في تلك البطولة على الميدالية الذهبية في الجزائر، لتكون بذلك أول لاعبة بمصر تفوز بلقب أحسن لاعبة في القارة الأفريقية.
- - شاركت في بطولة العالم التي أقيمت في سبتمبر الماضي بـ«جورجيا»، واستطاعت أن تحقق المركز الثالث والميدالية البرونزية.[4]
- - أول مصرية تقتنص الميدالية الذهبية في بطولة أفريقيا للمصارعة تحت 17 سنة.[5]
- - حصلت على الميدالية البرونزية تحت وزن 43 كجم في ببطولة العالم للناشئين والتي أُقيمت بالعاصمة الجورجية «تيبلسي» خلال عام 2016  .
- - حاصلة على 9 بطولات جمهورية، بينها 3 بطولات تحت 14 سنة، و3 بطولات تحت 17 سنة، و3 بطولات تحت 20 سن.
- -  حصلت على الميدالية الذهبية ببطولة الجمهورية فوق 20 سنة [1]

## الوفاة
توفيت (ريم مجدي) في اليوم الموافق 19/11/2016 ، على إثر حادث سير، ولكن بعد تحقيقات النيابة العامة، أكتشف أن وراء مصرعها مشادة كلامية وقعت بينها وبين والداها ، بسبب انخفاض مستواها في التدريب الذي إنتهى بصفع والداها لها على وجهها مما جعلها تلقي بنفسها من السيارة أثناء سيرها ، مما أدى إلى مصرعها، وقد وجهت النيابة العامة لوالدها تهمة الضرب المضي إلى الموت .